# グデイ・ジュヤン
グデイ･ジュヤンはナラ氏女真族。四代目フルン国主・ドゥルギの子。五代目国主。
族人や子孫との続柄以外に記述がのこらない為、個人の事績について詳しくはわかっていない。フルンはこの頃、既に余喘を保つに過ぎないほど弱体化していたか、或いは実質的な瓦解状態にあったとされる。

## 一族

### 族譜
ナチブル：ナラ氏始祖。初代フルン国主。
- 子・シャンギヤン･ドルホチ[3]：ナチブルの子。二代フルン国主。
  - 孫・ギヤマカ･ショジュグ[4]：ドルホチの子。三代フルン国主。
    - 曾孫?・ドゥルギ：ギヤマカの子?。四代フルン国主。
      - 玄孫?・グデイ･ジュヤン：ドゥルギの三子。五代フルン国主。
        - 来孫?・タイラン[5]：グデイ･ジュヤンの子。六代 (末代) フルン国主。
          - 昆孫?・ブヤン：タイランの子。初代ウラ国主。ウラナラ氏始祖。

    - 曾孫・スヘデ[6]：ギヤマカの三子。[7]
    - 曾孫・スイトゥン[8]：ギヤマカの四子。[9]
      - 玄孫・ケシネ：スイトゥンの子?。
        - 来孫・チェチェム[10]：ケシネの子。
          - 昆孫・萬：初代ハダ国主。

        - 来孫・ワンジュ：初代ハダ部主。ハダナラ氏始祖。

### 子孫
閲覧にあたっては以下の点について注意されたい。
＊ 本項目は基本的に『八旗滿洲氏族通譜』巻23に拠って作成した。
＊「父不詳」の人物全てに別々の人物を父あるいは父祖として充てていては際限がない為、便宜上、「父不詳」の人物同士でまとめた。譬えば、来孫が複数人でてくる場合、続柄は兄弟なのか、従兄弟 (いとこ) なのか、再従兄弟 (はとこ) なのか不明でも、原典で紹介されている纏まりごとに同じ一人の人物の下にまとめた。反対に、父祖をあえて分けていても実際は同じ父祖の一族である可能性も考えられる。
＊ 原典中では明らかに兄弟とわかる書き方がされていても、その順番の不詳な人物がしばしばみられる。譬えば、ある人物の第三子、その実兄、その実弟の順で爵位や世職を承襲する場合、「実兄」＝長子、「実弟」＝次子とも考えられる一方、「実弟」は四子以下かもしれない。これについても正確に順序を再現することは不可能の為、その時の判断で配列した。
＊『八旗滿洲氏族通譜』中に事績の記述がある人物については「★」を附し、「事績・栄典」の項目にも別途記載した。
- - - - -
四代目フルン国主・グデイ･ジュヤンには、長子・タイアンと次子・タイランの二子があったとされる。五代目国主に即位するのはこの内、次子・タイランである。長子・タイアンは『八旗滿洲氏族通譜』中のタイフィカにあたる。
- - -
- 子・タイフィカ (taifika, 台費喀/ タイアン, taian, 太安)：グデイ･ジュヤンの長子。[11]
  - 孫・ブハナ (buhana, 布哈納)：タイフィカの子。[11]★
    - 曾孫：不詳。
      - 玄孫：不詳。
        - 来孫・スリャン (syliyan, 思廉)：ブハナの曾孫。父不詳。三等護衛を務めた。[11]
        - 来孫・バイセ (baise, 拝色)：ブハナの曾孫。父不詳。三等護衛を務めた。[11]
        - 来孫・ゴリャン (g'oliyan, 果廉)：ブハナの曾孫。父不詳。驍騎校を務めた。[11]
        - 来孫・メンクル (mengkuru, 孟庫魯)：ブハナの曾孫。父不詳。副都統を務めた。[11]★
          - 昆孫・バインダ (bainda, 拝殷達)：メンクルの子。礼部侍郎、副都統を歴任し、佐領を兼任した。[11]★
            - 仍孫・トバイ (tobai, 托拝)：バインダの子。[11]★
            - 仍孫・トミダイ (tomidai, 托米岱)：トバイの実弟。護軍参領を務め、佐領を兼任した。[11]★
              - 雲孫・バイミダ (baimida, 拝米達)：トミダイの子。[11]★

    - 曾孫 (名不詳)：メンクルの大叔父。[12]
      - 玄孫：不詳。
        - 来孫：不詳。
          - 昆孫：不詳。
            - 仍孫・バイリンガ (bailingga, 拝霊阿)：メンクルの大叔父の玄孫。[12]★
              - 雲孫・バイリン (bailing, 拝齢)：バイリンガの子。[12]★

    - 曾孫：不詳。
      - 玄孫：不詳。
        - 来孫：不詳。
          - 昆孫・セルテイ (sertei, 塞爾特)：ブハナの玄孫。父不詳。佐領を務めた。[13]
          - 昆孫・チャンダイ (cangdai, 常岱)：ブハナの玄孫。父不詳。典儀を務めた。[13]
          - 昆孫・ソギン (sogin, 索錦)：ブハナの玄孫。父不詳。廕生[14]。[13]
          - 昆孫・バイムブ (baimbu：拝殷布)：ブハナの玄孫。父不詳。七品官、荆州将軍を歴任した。[13]★
            - 仍孫・バイミンガ (baimingga, 拝明阿)：バイムブの子。[13]★

          - 昆孫：不詳。
            - 仍孫・セルデンゲ (seldengge, 塞爾登額)：ブハナの来孫。父不詳。佐領を務めた。[13]
            - 仍孫・ウェシトゥ (wesitu, 倭什図)：ブハナの来孫。父不詳。護軍校を務めた。[13]

  - 孫・ムンキ (mungki, 孟起)：ブハナの実弟。[15]
    - 曾孫：不詳。
      - 玄孫・ジュンドゥリ (junduri, 準都理)：ムンキの孫。父不詳。佐領を務めた。[15]
        - 来孫・マンギャン (manggiyan, 莽鑒)：ムンキの曾孫。父不詳。二等護衛を務めた。[15]
          - 昆孫・マノー (manoo, 瑪瑙)：ムンキの玄孫。父不詳。驍騎校を務めた。[15]

  - 孫：不詳。
    - 曾孫：不詳。
      - 玄孫・カクシ (kaksi, 喀克錫)：タイフィカの曾孫。[16]★
        - 来孫：不詳。
          - 昆孫・ブヤング (buyanggū, 布楊武)：カクシの孫。父不詳。驍騎校を務めた。[16]
          - 昆孫・ブカナ (bukana, 布喀那)：カクシの孫。父不詳。護軍校を務めた。[16]
            - 仍孫・ノクト (nokto, 諾克托)：カクシの曾孫。父不詳。城門尉を務めた。[16]
            - 仍孫・ダハタ (dahata, 達哈塔)：カクシの曾孫。父不詳。主事を務めた。[16]
            - 仍孫・クワンジュ (kuwanju, 関柱)：カクシの曾孫。父不詳。護軍校を務め、佐領を兼任した。[16]★
              - 雲孫・サンゲ (　, 桑格)：クワンジュの子。[16]★

            - 仍孫・アハブ (ahabu, 阿哈布)：カクシの曾孫。父不詳。佐領を務めた。[16]★
              - 雲孫・レデ (lede, 勒徳)：アハブの子。[16]★
              - 雲孫・グワラ (gūwara, □喇)：カクシの玄孫。父不詳。防禦を務めた。[17]
              - 雲孫・ジェルムブ (jelumbu, 哲倫布)：カクシの玄孫。父不詳。防禦を務めた。[17]
              - 雲孫・チャンボー (cangboo, 常保)：カクシの玄孫。父不詳。郎中を務めた。[17]
              - 雲孫・サナイ (sanai, 薩鼐)：カクシの玄孫。父不詳。驍騎校を務めた。[17]
                - 八世孫・ワルダ (walda, 瓦爾達)：カクシの来孫。父不詳。七品官を務めた。[17]
                - 八世孫・ドゥイチン (　, 対秦)：カクシの来孫。父不詳。防禦を務めた。[17]
                - 八世孫・ジャルフ (jarhū, 札爾琥)：カクシの来孫。父不詳。驍騎校を務めた。[17]
                - 八世孫・サクシリ (saksiri, 薩克錫理)：カクシの来孫。父不詳。筆帖式を務めた。[17]
                - 八世孫・ヤトゥ (yatu, 雅図)：カクシの来孫。父不詳。廐長を務めた。[17]
                - 八世孫・フワシャン (hūwašan, 華善)：カクシの来孫。父不詳。郎中を務めた。[17]
                - 八世孫・ナトゥン (natung, 納通)：カクシの来孫。父不詳。筆帖式を務めた。[17]
                - 八世孫・ナユ (naioi, 納玉)：カクシの来孫。父不詳。防禦を務めた。[17]
                  - 九世孫・エルジトゥ (eljitu, 額爾済図)：カクシの昆孫。父不詳。驍騎校を務めた。[17]
                  - 九世孫・ストゥンゲ (sutungge, 蘇通額)：カクシの昆孫。父不詳。筆帖式を務めた。[17]
                  - 九世孫・ベトゥンゲ (betungge, 博通額)：カクシの昆孫。父不詳。員外郎を務めた。[17]
                  - 九世孫・ルトゥンゲ (lutungge, 魯通額)：カクシの昆孫。父不詳。副榜。[17]

      - 玄孫・アイングル (ainguru, 愛音榖魯)：タイフィカの曾孫。父不詳。[18]★
        - 来孫・ジマン (jiman, 積満)：アイングルの子。郎中を務めた。[18]
          - 昆孫・バンダイ (bandai, 班第)：ジマンの長子。護軍参領、都統を歴任した。[18]★
            - 仍孫：不詳。
              - 雲孫・ヒンデ (hingde, 興徳)：バンダイの孫。父不詳。ホショ･イ･エフ。[18]★

          - 昆孫・アルナ (arna, 阿爾那)：ジマンの次子。七品官、都統を歴任し、佐領を兼任した。[18]★
            - 仍孫：不詳。
              - 雲孫・チェンデ (cengde, 成徳)：アルナの孫。父不詳。二等侍衛を務めた。[18]★

          - 昆孫・ファカ (faka, 法喀)：ジマンの三子。副都統を務めた。[18]
          - 昆孫・ファクジン (fakjin, 法克晋)：ジマンの四子。八品官、頭等侍衛を務め、長史を兼任した。[18]★
            - 仍孫・チョルダイ (cordai, 綽爾岱)：ファクジンの子。歩軍校を務めた。[18]★

          - 昆孫・ラクジン（lakjin、拉克晋)：ジマンの五子。員外郎を務めた。[18]
          - 昆孫・ソジュ (soju, 索柱)：ジマンの六子。筆帖式を務めた。[18]
            - 仍孫・ギンジュ (ginju, 金柱)：ジマンの孫。父不詳。筆帖式を務めた。[18]
            - 仍孫・バシス bašisy, 八十四)：ジマンの孫。父不詳。筆帖式を務めた。[18]
            - 仍孫・ジェクネ (jekune, 哲庫納)：ジマンの孫。父不詳。驍騎校を務めた。[18]
            - 仍孫・アクシャン (akšan, 阿克善)：ジマンの孫。父不詳。雲麾使を務めた。[18]
            - 仍孫・アルシャン (aršan, 阿爾善)：ジマンの孫。父不詳。筆帖式を務めた。[18]
              - 雲孫・デリンゲ (delingge, 徳霊額)：ジマンの曾孫。父不詳。五品官を務めた。[18]
                - 八世孫・ヘシェン (hešen, 赫深)：ジマンの玄孫。父不詳。七品官を務めた。[18]
                - 八世孫・ヘベンゲ (hebengge, 赫本額)：ジマンの玄孫。父不詳。廕生[14]。[18]

        - 来孫・ニマン (niman, 尼満)：アイングルの子。郎中を務めた。[19]
          - 昆孫・ファルサ (farsa, 法爾薩)：ニマンの子。郎中を務めた。[19]
          - 昆孫・ラクドゥ (lakdu, 拉克都)：ニマンの子。員外郎を務めた。[19]
            - 仍孫・ニヤンルン (niyanlung, 納顔隆)：ニマンの孫。父不詳。筆帖式を務めた。[19]
            - 仍孫・ドゥルケ (durke, 都爾克)：ニマンの孫。父不詳。千総。[19]
            - 仍孫・ライヒ (laihi, 来禧)：ニマンの孫。父不詳。筆帖式を務めた。[19]
            - 仍孫・ユンチン (yungcing, 永清)：ニマンの孫。父不詳。筆帖式を務めた。[19]
            - 仍孫・ラルサイ (larsai, 拉爾賽)：ニマンの孫。父不詳。八品官を務めた。[19]

    - 曾孫・ガダンタイ (gadantai, 噶丹泰)：アイングルの実叔。父不詳。[20]
      - 玄孫：不詳。
        - 来孫：不詳。
          - 昆孫：不詳。
            - 仍孫・サランタイ (sarantai、薩蘭泰)：ガダンタイの玄孫。父不詳。驍騎校を務めた。[20]
            - 仍孫・チキリ (cikiri, 斉琦理)：ガダンタイの玄孫。父不詳。驍騎校を務めた。[20]
            - 仍孫・ホーシャン (hoošang, 和尚)：ガダンタイの来孫。父不詳。筆帖式を務めた。[20]

    - 曾孫・トゥルクン (tulkun, 図爾坤)：アイングルの実叔。父不詳。[21]
      - 玄孫：不詳。
        - 来孫・ヤンゲ (yangge, 揚格)：トゥルクンの孫。父不詳。驍騎校を務めた。[21]

    - 曾孫・デリケン (deliken, 徳礼肯)：アイングルの実叔。父不詳。[22]
      - 玄孫：不詳。
        - 来孫：不詳。
          - 昆孫・フトゥ (hutu, 瑚図)：デリケンの曾孫。父不詳。歩軍校を務めた。[22]
            - 仍孫・マンギトゥ (manggitu, 莽吉図)：デリケンの玄孫。父不詳。驍騎校を務めた。[22]
            - 仍孫・ニュニュ (nionio, 牛鈕)：デリケンの玄孫。父不詳。驍騎校を務めた。[22]

    - 曾孫・フォソノ (fosono, 仏索諾)：アイングルの実叔。父不詳。[23]
      - 玄孫・アハイ (ahai, 阿海)：フォソノの子。城門尉を務めた。[23]
      - 玄孫・エンスルフ (ensurhu[24], 阿爾蘇瑚)：フォソノの子。頭等侍衛を務めた。[23]
        - 来孫・ガハ (gaha, 噶哈)：フォソノの孫。父不詳。太常寺卿を務めた。[23]
        - 来孫・アンジュフ (anjuhū, 安珠瑚)：フォソノの孫。父不詳。城門尉を務めた。[23]
        - 来孫・サハイ (sahai, 薩海)：フォソノの孫。父不詳。委署護軍参領を務めた。[23]★
          - 昆孫・チャンショウ (cangšeo, 常綬)：サハイの子。委署護軍参領を務めた。[23]★
            - 仍孫・サンゲ (sangge, 桑格)：チャンショウの子。[23]★

          - 昆孫・イェムブ (yembu, 殷布)：フォソノの曾孫。父不詳。防禦を務めた。[23]
          - 昆孫・ウルデン (ulden, 武爾登)：フォソノの曾孫。父不詳。副将を務めた。[23]
          - 昆孫・サンガリ (sanggari, 桑阿理)：フォソノの曾孫。父不詳。護軍参領、護軍統領を務めた。[23]★
            - 仍孫・スジャンガ (sujangga, 蘇彰阿)：サンガリの子。三等侍衛を務め、佐領を兼任した。[23]★
            - 仍孫・フハイ (fuhai, 福海)：スジャンガの実弟。三等侍衛を務めた。[23]★
            - 仍孫・マジャン (majan, 瑪占)：フォソノの玄孫。父不詳。筆帖式を務めた。[23]
            - 仍孫・マントゥ（mantu、満図)：フォソノの玄孫。父不詳。筆帖式を務めた。[23]
            - 仍孫・フショウ (fušeo, 福綬)：フォソノの玄孫。父不詳。筆帖式を務めた。[23]
            - 仍孫・シャンデ (šande, 善徳)：フォソノの玄孫。父不詳。廕生。[23]
              - 雲孫・マル (malu, 瑪禄)：フォソノの来孫。父不詳。筆帖式を務めた。[23]
              - 雲孫・フン･イー (fung ii, 鳳儀)：フォソノの来孫。父不詳。生員。[23]
              - 雲孫・マジュン (majiyūn, 瑪俊)：フォソノの来孫。父不詳。生員。[23]

    - 曾孫・トトブ (totobu, 托托布)：アイングルの実叔。父不詳。[25]
      - 玄孫：不詳。
        - 来孫：不詳。
          - 昆孫・フハナ (fuhana, 福哈那)：トトブの曾孫。父不詳。驍騎校を務めた。[25]
            - 仍孫・マシタ (mašita, 瑪什塔)：トトブの玄孫。父不詳。副都統を務めた。[25]
            - 仍孫・マジンタイ (majintai, 瑪晋泰)：トトブの玄孫。父不詳。驍騎校を務めた。[25]
            - 仍孫・リュゲ (lioge, 六格)：トトブの玄孫。父不詳。驍騎校を務めた。[25]
              - 雲孫・ギルルダイ (gilurdai, 吉禄爾岱)：トトブの来孫。父不詳。藍翎侍衛を務めた。[25]
              - 雲孫・ユンミン (yungming, 永明)：トトブの来孫。父不詳。六品官を務めた。[25]

  - 孫：不詳。
    - 曾孫：不詳。
      - 玄孫：不詳。
        - 来孫・索爾和：タイフィカの玄孫。郎中を務めた。[26]
        - 来孫・南泰：タイフィカの玄孫。委署参領を務めた。[26]
        - 来孫・巴仆：タイフィカの玄孫。鳴賛を務めた。[26]
          - 昆孫・呉什巴：タイフィカの来孫。司庫を務めた。[26]
            - 仍孫：不詳。
              - 雲孫・寧古斉：タイフィカの仍孫。筆帖式を務めた。[26]
- 子・タイラン[27]：グデイ･ジュヤンの子。六代 (末代) フルン国主。
  - 孫・ブヤン：タイランの子。初代ウラ国主。ウラナラ氏始祖。

- - - - -

#### 事績・栄典

##### ブハナ (布哈納)
タイフィカの子・ブハナは、アイシン (後金) 初期にウラ地方から帰順し、鑲紅旗に編入された。
ブハナの曾孫・メンクルは、副都統として北京を経由し山東征討に従軍した。慶都県 (現河北省保定市望都県?) では攻城戦を指揮して攻略し、慶都出発に際して辺境地帯で高太監らの兵を破った。後に錦州 (現遼寧省錦州市) 包囲戦で戦死し、騎都尉 (世職) を追贈され、子のバインダ (拝殷達) が襲職した。バインダは北京入城 (明清交替) に際して流賊を山海関外で破ると、安粛県 (現在河北省保定市徐水区?) まで追逐して多数の敵を斬伐し、騎都尉兼一雲騎尉に昇格した。更に流賊の撃破、福王・朱常洵の討伐、河南、江南などの平定、と立て続けに戦功をあげ、福建征討では汀州府 (現福建省西部) を攻略して、三等軽車都尉に昇格、尋いで優詔により二等軽車都尉に昇格した。
バインダ死後、子・トバイ (托拜)、トバイの実弟・トミダイ (托米岱)、トミダイの子・バイミダ (拝米達) が相継いで襲職した。バイミダに継嗣なく、雍正11 (1733) 年に世襲者なしと確認され、メンクルの大叔父の元孫・バイリンガ (拝霊阿) が継嗣として雲騎尉を承襲した。バイリンガ死後、子・バイリン (拝齢) が襲職した。
ブハナの玄孫・バイムブは、七品官としてチャハル部ブルニ (布爾尼) 征討に従軍し、大鹵地方 (現山西省太原市) で幾度も敵兵を破り、雲騎尉 (世職) を授与された。オイラト部ガルダン･ハーン征討でも敵兵撃破で戦功をあげ、騎都尉に昇格した。バイムブ死後、子・バイミンガ (拝明阿) が襲職した。

##### カクシ (喀克錫)
タイフィカの曾孫・カクシは、アイシン (後金) 初期にウラ地方から帰順し、鑲黄旗に編入された。
カクシの曾孫・クワンジュ (関柱) は、護軍校としてチャハル部ブルニ (布爾尼) 征討に従軍し、大鹵地方 (現山西省太原市) で敵兵撃破に戦功をあげ、雲騎尉を授与された。死後、子・サンゲ (桑格) が襲職した。
同じくカクシの曾孫・アハブは、佐領として浙江、福建出征に従軍し、衢州府 (現浙江省衢州市) で提督・周烈らの兵数万を破った。後、太平山 (不詳) で総督・趙得勝らの26営を立て続けに破り、雲騎尉 (世職) を授与され、更に優詔により騎都尉に昇格した。死後、子・レデ (勒徳) が襲職したが、優詔による加増分を削られ、雲騎尉を承襲した。

##### アイングル (愛音榖魯)
タイフィカの曾孫・アイングルは、アイシン (後金) 初期にウラ地方から帰順し、正白旗に編入された。
アイングルの孫・バンダイ (班第) は、護軍参領としてオイラト部ガルダン･ハーン征討に従軍し、敵兵撃破で戦功をあげ、雲騎尉を授与された。バンダイ死後、孫・ヒンデ (興徳) が襲職した。
同じくアイングルの孫・アルナ (阿爾那) は、七品官として浙江、福建征討に従軍し、金華府 (現浙江省金華市)、泉州府 (現福建省泉州市) などで幾度も敵兵を破り、雲騎尉を授与された。アルナ死後、孫・チェンデ (成徳) が襲職した。
同じくアイングルの孫・ファクジン (法克晋) は、八品官として広東、広西征討に参加し、桃墱地方 (不詳) で幾度も敵将・范斉韓の兵を破った。続いて雲南に出征し、敵将・何継祖らの兵を黄草壩 (現貴州省興義市) で破り、雲騎尉を授与された。死後、子・チョルダイ (綽爾岱) が襲職した。

###### フォソノ (仏索諾)
アイングルの実叔・フォソノの孫・サハイ (薩海) は、委署護軍参領として湖広征討に従軍し、茅□山(不詳) で幾度も敵衆を破った。江西では撫州府を包囲して抗戦する敵兵を破り、死後に雲騎尉を追贈された。サハイ死後、子・チャンショウ (常綬)、チャンショウの子・サンゲ (桑格) が襲職した。
フォソノの曾孫・サンガリ (桑阿理) は、護軍参領としてオイラト部ガルダン･ハーン出征に従軍し、敵兵撃破で戦功をあげ、雲騎尉を授与された。尋いで護軍統領に昇任し、トゥイ･ビラ (推河)に向う途中で戦死して雲騎尉を追贈された。子・スジャンガ (蘇彰阿) が襲職したが、後に剥奪され、スジャンガの実弟・フハイ (福海) が襲職した。

## 参照先・脚註
1. 1 2  一、祖系渊源. “我的家族与“满族说部””. 社会科学战线.
2. ↑  “1. 扈伦国的演变”. 扈伦研究. 不詳. p. 8
3. ↑  仮名：シャンギャン･ドルホチ, 満文：ᡧᠠᠩᡤᡳᠶᠠᠨ ᡩᠣᡵᡥᠣᠴᡳ, 転写：šanggiyan dorhoci, 漢文：商堅･多爾和齊 (滿洲實錄-1、八旗滿洲氏族通譜-23)、商堅･朵爾和齊 (柳邊紀略-3)、尚延･多爾和齊 (清史稿-223)。＊シャンギャンは満洲語で「白」の意。あるいは何かの敬称、称号の類か。
4. ↑  仮名：ギヤマカ･ショジュグ, 満文：ᡤᡳᠶᠠᠮᠠᡴᠠ ᡧᠣᠵᡠᡤᡡ, 転写：giyamaka šojugū, 漢文：嘉瑪喀･碩珠古 (滿洲實錄-1)、加麻喀･碩朱古 (柳邊紀略-3)、嘉穆喀･碩朱古 (八旗滿洲氏族通譜-23)、嘉瑪喀･碩珠古 (清史稿-223)、加木哈?(明英宗實錄)。＊一説にはギヤマカとショジュグとで別人物。
5. ↑  仮名：タイラン, 満文：ᡨᠠᡳᡵᠠᠨ, 転写：tairan, 漢文：太蘭、太蘭など。
6. ↑  仮名：スヘデ, 満文：ᠰᡠᡥᡝᡩᡝ, 転写：suhede, 漢語：速黒忒 sùhēitè (名山藏-21, 明世宗肅皇帝實錄-4,12, 東夷考略)、蘇赫徳 sūhèdé (八旗滿洲氏族通譜-23)。
7. ↑  “哈達地方納喇氏：約蘭”. 八旗滿洲氏族通譜. 223. 四庫全書
8. ↑  仮名：スイトゥン, 満文：ᠰᡠᡳᡨᡠᠨ, 転写：suitun, 漢文：綏屯。
9. ↑  “烏喇地方納喇氏”. 八旗滿洲氏族通譜. 223. 四庫全書
10. ↑  仮名：チェチェム, 満文：ᠴᡝᠴᡝᠮᡠ, 転写：cecemu, 漢文：徹徹木 (滿洲實錄-1)、轍轍木 (八旗滿洲氏族通譜-23)、徹徹穆 (清史稿-223)。
11. 1 2 3 4 5 6 7 8 9 10 11 12  “烏喇地方納喇氏：布哈納”. 八旗滿洲氏族通譜. 23. 四庫全書. "鑲紅旗人……"
12. 1 2 3 4  “烏喇地方納喇氏：布哈納”. 八旗滿洲氏族通譜. 23. 四庫全書. "……雍正十一年……"
13. 1 2 3 4 5 6 7 8  “烏喇地方納喇氏：布哈納”. 八旗滿洲氏族通譜. 23. 四庫全書. "……又布哈納之元孫……"
14. 1 2  “【廕生】いん(いむ)せい”. 新字源. 角川書店. "清代、父や祖先の功労のおかげで、国子監に入学を許された者。その者は簡単な試験で官吏になることができた。[同] 蔭生"
15. 1 2 3 4  “烏喇地方納喇氏：布哈納”. 八旗滿洲氏族通譜. 23. 四庫全書. "……又布哈納親弟孟起之……"
16. 1 2 3 4 5 6 7 8 9 10 11 12  “烏喇地方納喇氏：喀克錫”. 八旗滿洲氏族通譜. 23. 四庫全書. "鑲黄旗人……"
17. 1 2 3 4 5 6 7 8 9 10 11 12 13 14 15 16  “烏喇地方納喇氏：喀克錫”. 八旗滿洲氏族通譜. 23. 四庫全書. "……又喀克錫之元孫……"
18. 1 2 3 4 5 6 7 8 9 10 11 12 13 14 15 16 17 18 19 20 21 22 23  “烏喇地方納喇氏：愛音榖魯”. 八旗滿洲氏族通譜. 23. 四庫全書. "正白旗人……"
19. 1 2 3 4 5 6 7 8  “烏喇地方納喇氏：愛音榖魯”. 八旗滿洲氏族通譜. 23. 四庫全書. "……尼滿之……"
20. 1 2 3 4  “烏喇地方納喇氏：愛音榖魯”. 八旗滿洲氏族通譜. 23. 四庫全書. "……又愛音榖魯親叔噶丹泰之……"
21. 1 2  “烏喇地方納喇氏：愛音榖魯”. 八旗滿洲氏族通譜. 23. 四庫全書. "……又愛音榖魯親叔圖爾坤之"
22. 1 2 3 4  “烏喇地方納喇氏：愛音榖魯”. 八旗滿洲氏族通譜. 23. 四庫全書. "……又愛音榖魯親叔德禮肯之……"
23. 1 2 3 4 5 6 7 8 9 10 11 12 13 14 15 16 17 18 19 20 21 22  “烏喇地方納喇氏：愛音榖魯”. 八旗滿洲氏族通譜. 23. 四庫全書. "……又愛音榖魯親叔佛索諾之……"
24. ↑  満文版 ᡝᠨᠰᡠᡵᡥᡠ による。アスルフasurhuとも読めるが、字体( e と n の間が長くとられている)と母音調和から en と読む方が妥当。漢文の「阿爾蘇瑚」はasurhuと読み誤った上、蘇と爾を誤って入れ替えたと思われる。
25. 1 2 3 4 5 6 7  “烏喇地方納喇氏：愛音榖魯”. 八旗滿洲氏族通譜. 23. 四庫全書. "……又愛音榖魯親叔托托布之……"
26. 1 2 3 4 5  “烏喇地方納喇氏：以上俱世居烏喇地方係天聰時来歸之人”. 八旗滿洲氏族通譜. 23. 四庫全書. "○正黄旗包衣喀爾喀瑪……"
27. ↑  仮名：タイラン, 満文：ᡨᠠᡳᡵᠠᠨ, 転写：tairan, 漢文：太蘭、太蘭など。
28. ↑  一文字欠落（茅□山）。
29. ↑  満文：tui bira。現モンゴル国バヤンホンゴル県を源流とする「図音河」か。
30. ↑  満文ではbaitalabure hafan(騎都尉)。漢文では雲騎尉だが、既に雲騎尉に叙されているため誤り。

## 参照史料・文献

### 史籍
- 愛新覚羅･弘昼, 西林覚羅･鄂尔泰, 富察･福敏, (舒穆祿氏)徐元夢『八旗滿洲氏族通譜』巻23, 四庫全書, 1744 (漢文)
- オルタイ (西林覚羅･鄂尔泰)『ᠵᠠᡴᡡᠨ ᡤᡡᠰᠠᡳ ᠮᠠᠨᠵᡠᠰᠠᡳ ᠮᡠᡴᡡᠨ ᡥᠠᠯᠠ ᠪᡝ ᡠᡥᡝᡵᡳ ᡝᠵᡝᡥᡝ ᠪᡳᡨᡥ』(『欽定八旗滿洲氏族通譜』) (満文)
- 趙爾巽, 他100余名『清史稿』巻223, 清史館, 1928 (漢文) ＊中華書局版

### 研究書
- 趙東昇『扈伦研究』1989 (中国語)
- 安双成『满汉大辞典』遼寧民族出版社, 1993 (中国語)
- 胡增益 (主編)『新满汉大词典』新疆人民出版社, 1994 (中国語)

### 論文
- 『社会科学战线』2008年第2期, 趙東昇「我的家族与“满族说部”」(中国語)

### Webサイト
- 栗林均「モンゴル諸語と満洲文語の資料検索システム」東北大学
- 「明實錄、朝鮮王朝実録、清實錄資料庫」中央研究院歴史語言研究所 (台湾)